# Teverga
Teverga (Asturian: Teberga) là một đô thị trong cộng đồng tự trị của Công quốc Asturias, Tây Ban Nha.

## Giáo khu
- Alesga
- Barrio
- Carrea
- La Focella
- La Plaza
- Páramo
- Riello
- Santianes
- Taja
- Torce
- Urria
- Villamayor
- Villanueva